# Chêne-Bourg
Chêne-Bourg is een gemeente en plaats in het Zwitserse kanton Genève.
Chêne-Bourg telt 7808 inwoners.

## Geschiedenis
In 1754 werd het dorp Chêne in tweeën gesplitst door het Verdrag van Turijn: Chêne-Bourg ging naar het koninkrijk Piëmont-Sardinië en Chêne-Bougeries bleef bij Genève. Na het Congres van Wenen (1815) kwam Chêne-Bourg terug naar Genève.

## Overleden
- Fernand Corbat (1935-2010), journalist, bestuurder en politicus